# Esterfeld
Esterfeld is een stadsdeel van de Duitse gemeente Meppen, deelstaat Nedersaksen. Esterfeld ligt aan de westelijke (linker) oever van de Eems.
Sedert de jaren zestig van de 20e eeuw is het gebied grotendeels met woningen volgebouwd. Het is zo in feite een stadswijk, qua inwonertal zelfs de grootste,  van Meppen geworden.
In Esterfeld staat het stedelijke openluchttheater.
De stadsbus van Meppen heeft er, evenals enkele interlokale buslijnen, enige haltes.